# میکروبیوتا

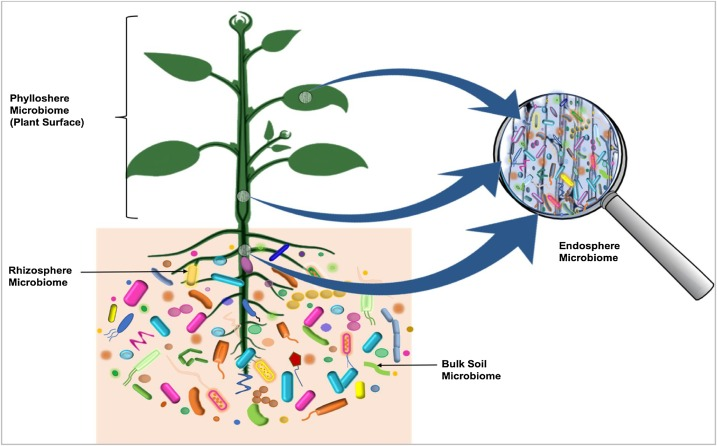
جوامع میکروبی متنوعی که بخشی از میکروبیوم‌های گیاهی بوده، و برروی سطح خارجی گیاه و بافت‌های داخلی گیاه میزبان، به علاوه خاک مجاورش، یافت می‌گردند.

ریززیواگان یا میکروبیوتا (به انگلیسی: Microbiota)، «جوامع بوم‌شناختی از میکروارگانیسم‌های همسفره، هم‌زیست و بیماری‌زا اند.» درون و روی تمام جانداران چندسلولی که تا به امروز مطالعه گردیده‌اند، یافت شده است. میکروبیوتا، شامل باکتری‌ها، آرکی‌ها، آغازیان، قارچ‌ها و ویروس‌ها (البته در مورد تعریف ویروس به عنوان موجود زنده اختلاف نظر وجود دارد) می‌گردد. میکروبیوتا را از نظر ایمنی‌شناختی، هورمونی و هم‌ایستایی متابولیکی، برای میزبانشان مهم تلقی کرده‌اند. اصطلاح میکروبیوم، یا گردایه‌ای از ژنوم‌های میکروارگانیسمی را که در یک کنام محیطی ساکنند را توصیف می‌کنند، یا خود میکروارگانیسم‌ها را.
مجموعه میکروبیوم و میزبانی که طی تکامل، به عنوان واحد هم‌افزایی از مشخصه‌های اپی‌ژنتیکی و ژنتیکی ظاهر شده باشند را برخی مواقع هولوبیونت می‌نامند.